# Egáleo
Egáleo (görögül: Αιγάλεω) város Görögországban, Athén elővárosa. Lakosssága 2011-ben 69.946 fő .

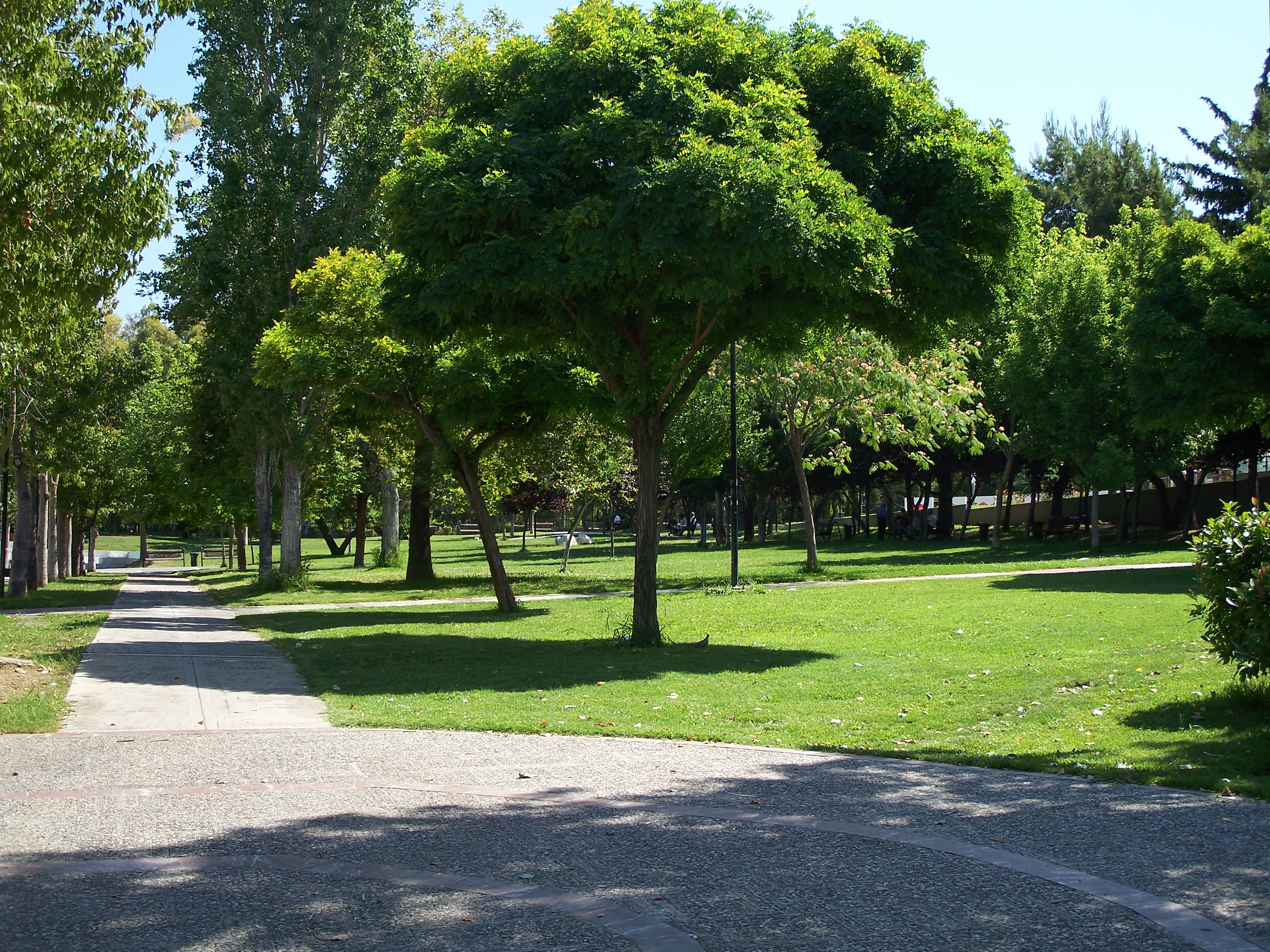

Mielőtt 1941-ben várossá nem avatták, a helyet "Néesz Kidoníesz"-nek hívták. A legtöbb városlakó munkás. A város hivatalos foci csapata az Egáleo FC. A települést érinti az athéni 3-as metróvonal.

## Polgármesterek
- Athanasios Papadopoulos
- Jórgosz Kurúszisz
- Ioannis Batzakidis (1944)
- Ángelosz Kúvelosz (1947–49)
- Apósztolosz Sztígasz (1951–54)
- Stavros Mavrothalassitis (1955–67, 1974–78)
- Orféasz Dzanetópulosz (1967–74)
- Panos Spiliopoulos (1979–86, 1991–94)
- Ioannis Mistakopoulos (1987–90, 1995–2002)
- Dimitris Kalogeropoulos (2003–2010)
- Christos Kardaras

## Népesség évtizedenként
| Év   | Lakos  |
| ---- | ------ |
| 1940 | 17.686 |
| 1951 | 29.464 |
| 1961 | 57.840 |
| 1971 | 79.961 |
| 1981 | 81.906 |
| 1991 | 78.563 |
| 2001 | 74.046 |
| 2011 | 69.946 |

## Kosárlabda csapatok
- Egáleo BC

## Külső hivatkozások
- Egáleo város
- Egáleo (újság)